# Hugo St-Cyr
Pour les articles homonymes, voir St-Cyr.
Hugo St-Cyr est un acteur, un animateur et musicien québécois, né le 23 novembre 1978 à Montréal et mort le 24 septembre 2015. Il s'est fait connaître par son rôle de Michel Couillard dans la populaire série jeunesse Watatatow diffusée pendant quatorze ans, de 1991 à 2005, à la Télévision de Radio-Canada. Ce rôle lui a valu cinq Prix MetroStar et un Prix Gémeaux.

## Biographie
De 1991 à 2005, il joue le rôle de Michel Couillard, un jeune étudiant et musicien dans la télésérie Watatatow à la télévision de Radio-Canada. Puis, aux côtés de Vincent Bolduc, en 1993, il joue le rôle marquant de Clément Fortin, un adolescent troublé qui se suicide, dans Ent'Cadieux, une série dramatique écrite par Guy Fournier et diffusée à TVA.
En 2006, il interprète le rôle de Paul Rose dans la mini-série Octobre 1970, retraçant de façon historique en huit épisodes les événements tragiques qui ont eu lieu en octobre 1970 au Québec, diffusée sur Télé-Québec.
À partir de 2007, il anime, à Ztélé, l'émission Podium Xtrême, qui traite de la technologie dans les sports extrêmes. À l'hiver, il devient animateur de Le Guide de l'auto sur le canal Vox à Montréal.
Le 25 septembre 2014, le magazine Échos Vedettes révèle qu'il est atteint d'un cancer des os et qu'il suit une chimiothérapie. Il décède des suites de son cancer le 24 septembre 2015, laissant dans le deuil ses deux petites filles, qu'il a eues avec son ancienne conjointe Isabelle Guérard.

## Honneurs
- 1992 : gagnant Prix Gémeaux, meilleure interprétation émission ou série jeunesse dramatique pour Watatatow
- 1997 : gagnant Prix MetroStar, meilleur artiste jeunesse pour Watatatow[6]
- 1998 : gagnant Prix MetroStar, meilleur artiste jeunesse pour Watatatow[6]
- 1999 : gagnant Prix MetroStar, meilleur artiste jeunesse pour Watatatow[6]
- 2000 : gagnant Prix MetroStar, meilleur artiste jeunesse pour Watatatow[6]
- 2001 : gagnant Prix MetroStar, meilleur artiste jeunesse pour Watatatow[7]

## Filmographie

### Série télévisée
- 1991-2005 : Watatatow : Michel Couillard
- 1993-1994 : Ent'Cadieux : Clément Fortin
- 1998 : Un gars, une fille : François-Xavier
- 2003 : Harmonium (mini-série) : Yves Ladouceur
- 2006 : Octobre 1970 :   Paul Rose

### Cinéma
- 1998 : Une voix en or : le batteur
- 1999 : Opération Tango : le soldat Dalpé
- 2004 : Jack Paradise (Les nuits de Montréal) : Dan Langlais
- 2008 : Transit : le boucher

### Animateur
- 2007 : Le Guide de l'auto, Vox
- 2007 : Podium Xtrême, Ztélé